# Exèrcit Nacional de Somàlia
L'Exèrcit Nacional de Somàlia són les forces armades de Somàlia. Fins al 1991 va estar format per quatre branques: Exèrcit, Marina Forca Aèria i Defensa Aèria, i va quedar dissolt de facto el 1991 amb l'esclat de la Guerra Civil somalí, amb la que el nom d'Exèrcit Nacional Somali fou donat a la branca militar del Front Nacional Somali.
El primer intent seriós de reconstruir l'Exèrcit Nacional de Somàlia fou un acord entre el Govern Federal de Transició (GFT) i la Unió de Corts Islàmiques de Somàlia (UCI) de 5 de setembre del 2006 però no es va concretar. Després de la derrota de l'UCI (desembre del 2006) un acord del govern va establir el desarmament de les milícies i l'entrada d'alguns dels seus membres a l'exèrcit.

## Història
El guerrer somali (waranle) gaudeix de prestigi social, i tots els somalis són considerats potencials guerrers excepte els homes de religió (wadaad).
A la Somàlia Italiana es van crear 8 batallons d'infanteria àrab-somali i unitat irregulars amb oficials italians (dubats), que servien com a guàrdia de frontera i policia tribal. Hi havia també una artilleria somali i la gendarmeria (zaptie), que en conjunt formaven el Cos Reial de Tropes Colonials (1889-1941). A la Somàlia Britànica es va crear el Somaliland Camel Corps.
Amb la independència el 1960 es va formar l'Exèrcit Nacional de Somàlia amb un petit nombre de forces amb armament lleuger, i oficials entrenats a la Gran Bretanya, Egipte i Itàlia.
L'exèrcit va entrar en combat per primer cop en la Primera guerra etíop-somali el 1964, en el conflicte amb Etiòpia a l'Ogaden, quan va entrar en combat en ajut de la guerrilla de l'Ogaden (uns tres mil homes) que s'havien revoltat el 1963. El combats van durar del gener al març del 1964. Després de 1964 va rebre també assistència de la Unió Soviètica i a partir de 1969 l'exèrcit fou entrenat per consellers soviètics i cubans, reforçant-se amb ajut soviètic i es van formar dotze divisions, 4 brigades de tancs, 45 brigades d'infanteria mecanitzada, 4 brigades d'operacions especials, 1 brigada de míssils, 3 brigades d'artilleria, 30 batallons de camp i 1 batalló de defensa aèria. La Defensa Aèria es va dividir en 7 brigades.
A més de la Força Aèria de Somàlia existia un petit cos de marina amb alguns vaixells i míssils. La Força de Policia Somali estava militaritzada i considerada part de l'Exèrcit Nacional de Somàlia.
El 2000 es va formar el Govern Nacional de Transició (GNT) amb poc control sobre el terreny però reconegut per la comunitat internacional. No va aconseguir crear un autèntic exèrcit nacional per l'oposició del Consell de Reconciliació i Restauració de Somàlia i l'existència de moltes milícies. Va formar un cos anomenat Exèrcit Nacional Somali el 2001. El gener del 2002 va nomenar comandant en cap al general Ismail Qasim Naji. L'Exèrcit Nacional estava format el 2002 per 2.010 soldats i 90 dones soldat.
El successor del GNT, el GFT va establir les seves pròpies forces dependents directament del ministeri de Defensa en coordinació amb les forces aliades de l'Aliança de la Vall del Juba, Puntland, Exèrcit de Resistència Rahanweyn (Somàlia del Sud-oest), i després l'estat de Galmudug, a més d'alguns senyors de la guerra. Somalilàndia, declarada independent però que no ha estat reconeguda internacionalment té el seu propi exèrcit.
El Consell de Seguretat de les Nacions Unides va establir un pla d'entrenament amb la missió anomenada IGASOM el març del 2005 com a forces de pau per la darrera fase de la Guerra Civil somalí. que encarregava la tasca a la Unió Africana i a l'IGAD. El juliol del 2006 la Unió de Corts Islàmiques de Somàlia (UCI) va mostrar la seva oposició, ja que veia IGASOM com una operació dels occidentals contra el moviment islàmic. AMISOM va substituir IGASOM, aprovada per la UA el 14 de setembre del 2006 i pel consell de seguretat de l'ONU el 6 de desembre de 2006.
Els etíops van crear un cos de soldats professionals el 2007. Una unitat de soldats professionals fou entrenada pels consellers militars d'Etiòpia i el GFT planejava crear un exèrcit de 30.000 homes entrenats per Itàlia. 150 membres de la UE van entrenar als soldats somalis com a part de la Missió d'entrenament de la Unió Europea a Somàlia (EUTM Somalia) i l'agost de 2011 els primers 900 soldats somalis es van graduar a l'escola d'entrenament militar de Bihanga. En total, la missió de la UE havia entrenat 3.600 soldats somalis, abans de transferir permanentment totes les seves activitats el desembre de 2013.